# 현대 A엔진
현대 A 엔진(영어: Hyundai A engine)은 2002년부터 현재까지 현대자동차그룹에서 생산 중인 2.5L 디젤 4기통 자동차 엔진이다.